# Eredivisie 2022-2023
L'Eredivisie 2022-2023 è stata la 67ª edizione della massima serie del campionato olandese di calcio, iniziata il 5 agosto 2022 e terminata il 28 maggio 2023, con una pausa tra il 13 novembre e il 6 gennaio 2023 per consentire la partecipazione dei calciatori al campionato mondiale di Qatar 2022. Il Feyenoord, ha conquistato il trofeo per la sedicesima volta nella sua storia.

## Stagione

### Novità
Nella stagione precedente sono retrocesse Willem II e PEC Zwolle, ultime due classificate, e l'Heracles Almelo, perdente dei play-off salvezza/promozione. Dalla Eerste Divisie 2021-2022, invece, sono state promosse Emmen e Volendam, rispettivamente prima e seconda classificate, alle quali si è unito il Excelsior, vincitore dei play-off.

### Formula
Le 18 squadre partecipanti si affrontano in un girone all'italiana con partite di andata e ritorno per un totale di 34 giornate. La squadra campione d'Olanda si qualifica alla fase a gironi della UEFA Champions League 2023-2024, mentre la seconda classificata viene ammessa al terzo turno di qualificazione. Le squadre classificatesi dal 4º al 7º posto partecipano ai play-off per determinare la seconda squadra che viene ammessa al secondo turno di qualificazione della UEFA Europa Conference League 2023-2024. Poiché la squadra vincitrice della KNVB beker 2022-2023 viene ammessa alla fase a gironi della UEFA Europa League 2023-2024, sulla base del suo posizionamento in classifica, possono variare le posizioni delle squadre ammesse alle coppe o ai play-off di qualificazione. Le ultime due classificate retrocedono in Eerste Divisie. La squadra classificatasi al 16º posto partecipa ai play-off promozione/retrocessione con 6 squadre di Eerste Divisie per un posto in massima serie.

## Squadre partecipanti
| Club             | Stagione | Città      | Stadio                           | Stagione Precedente                            |
| ---------------- | -------- | ---------- | -------------------------------- | ---------------------------------------------- |
| Ajax             | dettagli | Amsterdam  | Johan Cruijff Arena              | 1º posto in Eredivisie, campione d'Olanda      |
| AZ Alkmaar       | dettagli | Alkmaar    | AFAS Stadion                     | 5º posto in Eredivisie                         |
| Cambuur          |          | Leeuwarden | Cambuur Stadion                  | 9º posto in Eredivisie                         |
| Emmen            |          | Emmen      | De Oude Meerdijk                 | 1º posto in Eerste Divisie, promosso           |
| Excelsior        |          | Rotterdam  | Van Donge & De Roo Stadion       | 6º posto in Eerste Divisie, vincitore play-off |
| Feyenoord        | dettagli | Rotterdam  | Stadion Feijenoord - De Kuip     | 3º posto in Eredivisie                         |
| Fortuna Sittard  |          | Sittard    | Fortuna Sittard Stadion          | 15º posto in Eredivisie                        |
| Go Ahead Eagles  |          | Deventer   | Adelaarshorst                    | 13º posto in Eredivisie                        |
| Groningen        |          | Groninga   | Hitachi Capital Mobility Stadion | 12º posto in Eredivisie                        |
| Heerenveen       |          | Heerenveen | Abe Lenstra Stadion              | 8º posto in Eredivisie                         |
| N.E.C.           |          | Nimega     | Goffertstadion                   | 11º posto in Eredivisie                        |
| PSV              | dettagli | Eindhoven  | Philips Stadion                  | 2º posto in Eredivisie                         |
| RKC Waalwijk     |          | Waalwijk   | Mandemakers Stadion              | 10º posto in Eredivisie                        |
| Sparta Rotterdam |          | Rotterdam  | Sparta Stadion Het Kasteel       | 14º posto in Eredivisie                        |
| Twente           |          | Enschede   | De Grolsch Veste                 | 4º posto in Eredivisie                         |
| Utrecht          | dettagli | Utrecht    | Stadion Galgenwaard              | 7º posto in Eredivisie                         |
| Vitesse          |          | Arnhem     | GelreDome                        | 6º posto in Eredivisie                         |
| Volendam         |          | Volendam   | Kras Stadion                     | 2º posto in Eerste Divisie, promosso           |

## Allenatori e primatisti
| Squadra             | Allenatore                                                              | Calciatore più presente                                    | Cannoniere                                |
| ------------------- | ----------------------------------------------------------------------- | ---------------------------------------------------------- | ----------------------------------------- |
| Ajax                | Alfred Schreuder (1°-18°) John Heitinga (19°-34°)                       | Dušan Tadić, Jurriën Timber (34)                           | Brian Brobbey (13)                        |
| AZ Alkmaar          | Pascal Jansen                                                           | Tijjani Reijnders (33)                                     | Vaggelīs Paulidīs (12)                    |
| Cambuur             | Henk de Jong (1ª-10ª) Pascal Bosschaart (11ª-14ª) Sjors Ultee (15ª-34ª) | Michael Breij (33)                                         | Mees Hoedemakers, Bjørn Maars Johnsen (3) |
| Emmen               | Dick Lukkien                                                            | Keziah Veendorp, Ole Romeny (33)                           | Ole Romeny (11)                           |
| Excelsior Rotterdam | Marinus Dijkhuizen                                                      | Stijn van Gassel, Siebe Horemans, Kenzo Goudmijn (34)      | Lazaros Lamprou, Kenzo Goudmijn (4)       |
| Feyenoord           | Arne Slot                                                               | Danilo (34)                                                | Santiago Giménez (15)                     |
| Fortuna Sittard     | Sjors Ultee (1ª-3ª) Dominik Vergoossen (4ª-6ª) Julio Velázquez (7ª-34ª) | Rodrigo Guth (34)                                          | Burak Yılmaz (9)                          |
| Go Ahead Eagles     | René Hake                                                               | Jeffrey de Lange (34)                                      | Willum Þór Willumsson (8)                 |
| Groningen           | Frank Wormuth (1ª-14ª) Dennis van der Ree (15ª-34ª)                     | Isak Dybvik Määttä (32)                                    | Ricardo Pepi (12)                         |
| Heerenveen          | Kees van Wonderen                                                       | Milan van Ewijk (34)                                       | Sydney van Hooijdonk (16)                 |
| N.E.C.              | Rogier Meijer                                                           | Souffian El Karouani, Bart van Rooij (33)                  | Landry Dimata (10)                        |
| PSV                 | Ruud van Nistelrooij (1ª-33ª) Fred Rutten (34ª)                         | Xavi Simons (33)                                           | Xavi Simons (17)                          |
| RKC Waalwijk        | Joseph Oosting                                                          | Vurnon Anita, Julian Lelieveld (33)                        | Michiel Kramer (12)                       |
| Sparta Rotterdam    | Maurice Steijn                                                          | Tobias Lauritsen, Vito van Crooij, Joshua Kitolano (33)    | Tobias Lauritsen, Vito van Crooij (11)    |
| Twente              | Ron Jans                                                                | Ricky van Wolfswinkel, Gijs Smal (34)                      | Václav Černý (13)                         |
| Utrecht             | Henk Fraser (1ª-14ª) Michael Silberbauer (15ª-34ª)                      | Vasilios Barkas, Anastasios Douvikas, Othman Boussaid (32) | Anastasios Douvikas (19)                  |
| Vitesse             | Thomas Letsch (1ª-7ª) Phillip Cocu (8ª-34ª)                             | Million Manhoef, Ryan Flamingo (33)                        | Million Manhoef (9)                       |
| Volendam            | Wim Jonk                                                                | Carel Eiting (34)                                          | Daryl van Mieghem (8)                     |

## Classifica finale
Fonte 
|  | Pos. | Squadra          | Pt | G  | V  | N  | P  | GF | GS | DR  |
|  | ---- | ---------------- | -- | -- | -- | -- | -- | -- | -- | --- |
|  | 1.   | Feyenoord        | 82 | 34 | 25 | 7  | 2  | 81 | 30 | +51 |
|  | 2.   | PSV              | 75 | 34 | 23 | 6  | 5  | 89 | 40 | +49 |
|  | 3.   | Ajax             | 69 | 34 | 20 | 9  | 5  | 86 | 38 | +48 |
|  | 4.   | AZ Alkmaar       | 67 | 34 | 20 | 7  | 7  | 68 | 35 | +33 |
|  | 5.   | Twente           | 64 | 34 | 18 | 10 | 6  | 66 | 27 | +39 |
|  | 6.   | Sparta Rotterdam | 59 | 34 | 17 | 8  | 9  | 60 | 37 | +23 |
|  | 7.   | Utrecht          | 54 | 34 | 15 | 9  | 10 | 55 | 50 | +5  |
|  | 8.   | Heerenveen       | 46 | 34 | 12 | 10 | 12 | 44 | 50 | -6  |
|  | 9.   | RKC Waalwijk     | 41 | 34 | 11 | 8  | 15 | 50 | 64 | -14 |
|  | 10.  | Vitesse          | 40 | 34 | 10 | 10 | 14 | 45 | 50 | -5  |
|  | 11.  | Go Ahead Eagles  | 40 | 34 | 10 | 10 | 14 | 46 | 56 | -10 |
|  | 12.  | N.E.C.           | 39 | 34 | 8  | 15 | 11 | 42 | 45 | -3  |
|  | 13.  | Fortuna Sittard  | 36 | 34 | 10 | 6  | 18 | 39 | 62 | -23 |
|  | 14.  | Volendam         | 36 | 34 | 10 | 6  | 18 | 42 | 71 | -29 |
|  | 15.  | Excelsior        | 32 | 34 | 9  | 5  | 20 | 32 | 71 | -39 |
|  | 16.  | Emmen            | 28 | 34 | 6  | 10 | 18 | 33 | 65 | -32 |
|  | 17.  | Cambuur          | 19 | 34 | 5  | 4  | 25 | 26 | 69 | -43 |
|  | 18.  | Groningen        | 18 | 34 | 4  | 6  | 24 | 31 | 75 | -44 |

Legenda:
      Campione dei Paesi Bassi e ammessa alla fase a gironi della UEFA Champions League 2023-2024
      Ammessa al terzo turno di qualificazione della UEFA Champions League 2023-2024
      Ammessa al preliminare della UEFA Europa League 2023-2024
      Ammessa al terzo turno di qualificazione della UEFA Europa Conference League 2023-2024
      Ammessa al secondo turno di qualificazione della UEFA Europa Conference League 2023-2024 in quanto vincitrice dei Playoff
 Partecipa ai play-off o ai play-out.
      Retrocesse in Eerste Divisie 2023-2024
Note:

Tre punti per la vittoria, uno per il pareggio, zero per la sconfitta.
La classifica viene stilata secondo i seguenti criteri:
- Punti ottenuti
- Differenza reti generale
- Reti totali realizzate
- spareggio (solo per decidere la squadra campione e la retrocessione)
- Punti conquistati negli scontri diretti
- Differenza reti negli scontri diretti
- Reti realizzate in trasferta negli scontri diretti

## Risultati

### Tabellone
Ogni riga indica i risultati casalinghi della squadra segnata a inizio della riga, contro le squadre segnate colonna per colonna (che invece avranno giocato l'incontro in trasferta). Al contrario, leggendo la colonna di una squadra si avranno i risultati ottenuti dalla stessa in trasferta, contro le squadre segnate in ogni riga, che invece avranno giocato l'incontro in casa.
|                     | AJA  | AZ   | CAM  | EMM     | EXC     | FEY     | FOR     | GAE     | GRO     | HEE     | NEC     | PSV     | RKC     | SPA     | TWE     | UTR     | VIT     | VOL     |
| ------------------- | ---- | ---- | ---- | ------- | ------- | ------- | ------- | ------- | ------- | ------- | ------- | ------- | ------- | ------- | ------- | ------- | ------- | ------- |
| Ajax                | –––– | 0-0  | 4-0  | 3-1     | 7-1     | 2-3     | 4-0     | 1-1     | 6-1     | 5-0     | 1-0     | 1-2     | 3-1     | 4-0     | 0-0     | 3-1     | 2-2     | 1-1     |
| AZ Alkmaar          | 2-1  | –––– | 2-1  | 5-1     | 5-0     | 1-3     | 3-1     | 2-0     | 1-0     | 1-1     | 1-1     | 1-2     | 3-0     | 0-1     | 1-1     | 5-5     | 1-1     | 2-1     |
| Cambuur             | 0-5  | 0-1  | –––– | 1-2     | 0-2     | 0-3     | 1-2     | 4-1     | 0-1     | 1-2     | 0-1     | 3-0     | 4-0     | 0-3     | 0-1     | 0-3     | 0-3     | 0-3     |
| Emmen               | 3-3  | 0-3  | 0-0  | –––– \| | 2-0     | 1-3     | 0-1     | 2-2     | 0-0     | 0-0     | 0-0     | 1-0     | 1-1     | 0-2     | 0-3     | 3-2     | 2-2     | 1-1     |
| Excelsior Rotterdam | 1-4  | 2-1  | 4-1  | 2-1     | –––– \| | 0-2     | 3-0     | 2-1     | 1-0     | 0-1     | 0-3     | 1-6     | 0-0     | 1-4     | 0-0     | 0-1     | 3-1     | 2-0     |
| Feyenoord           | 1-1  | 2-1  | 1-0  | 4-0     | 5-1     | –––– \| | 1-1     | 3-0     | 1-0     | 0-0     | 2-0     | 2-2     | 5-1     | 3-0     | 2-0     | 3-1     | 0-1     | 2-1     |
| Fortuna Sittard     | 2-3  | 0-3  | 1-4  | 0-1     | 1-0     | 2-4     | –––– \| | 0-2     | 3-1     | 2-0     | 1-1     | 2-2     | 0-0     | 0-0     | 0-3     | 3-4     | 2-0     | 2-0     |
| Go Ahead Eagles     | 0-0  | 1-4  | 0-0  | 2-0     | 3-1     | 3-4     | 2-0     | –––– \| | 1-1     | 1-1     | 1-0     | 2-5     | 3-2     | 0-1     | 2-0     | 2-2     | 2-2     | 3-0     |
| Groningen           | 2-3  | 1-4  | 0-1  | 1-1     | 3-0     | 0-3     | 2-3     | 1-0     | –––– \| | 0-2     | 0-1     | 4-2     | 2-3     | 0-5     | 1-1     | 1-2     | 0-1     | 2-2     |
| Heerenveen          | 2-4  | 0-2  | 2-1  | 2-3     | 0-0     | 1-2     | 2-1     | 2-0     | 3-1     | –––– \| | 0-0     | 0-1     | 1-4     | 0-0     | 2-1     | 1-2     | 1-3     | 2-1     |
| N.E.C               | 1-1  | 0-3  | 0-0  | 3-1     | 1-1     | 1-1     | 1-1     | 3-3     | 1-1     | 2-3     | –––– \| | 2-4     | 6-1     | 1-1     | 0-1     | 2-2     | 1-4     | 3-0     |
| PSV                 | 3-0  | 0-1  | 5-2  | 4-1     | 4-0     | 4-3     | 2-1     | 2-0     | 6-0     | 3-3     | 3-0     | –––– \| | 1-0     | 0-0     | 3-1     | 6-1     | 1-0     | 7-1     |
| RKC Waalwijk        | 1-4  | 3-1  | 5-1  | 2-0     | 5-2     | 0-1     | 3-1     | 3-1     | 2-1     | 0-0     | 1-3     | 0-1     | –––– \| | 2-2     | 0-5     | 2-2     | 1-0     | 4-1     |
| Sparta Rotterdam    | 0-1  | 2-3  | 4-1  | 3-1     | 1-0     | 1-3     | 3-1     | 2-1     | 2-1     | 4-0     | 2-0     | 0-1     | 0-0     | –––– \| | 1-1     | 0-3     | 3-1     | 4-0     |
| Twente              | 3-1  | 2-1  | 4-0  | 2-0     | 4-0     | 1-1     | 3-0     | 1-1     | 3-0     | 3-3     | 4-0     | 2-1     | 3-0     | 3-3     | –––– \| | 2-0     | 3-0     | 3-0     |
| Utrecht             | 0-2  | 1-2  | 0-0  | 3-2     | 1-0     | 1-1     | 1-2     | 1-2     | 2-1     | 1-0     | 0-0     | 2-2     | 2-0     | 3-1     | 1-0     | –––– \| | 1-0     | 0-0     |
| Vitesse             | 1-2  | 0-1  | 2-0  | 2-1     | 0-0     | 2-5     | 1-2     | 2-0     | 6-0     | 0-4     | 0-0     | 1-1     | 2-2     | 0-4     | 2-2     | 2-0     | –––– \| | 1-1     |
| Volendam            | 2-4  | 1-1  | 2-0  | 3-1     | 3-2     | 0-2     | 2-1     | 2-3     | 3-2     | 1-3     | 1-4     | 2-3     | 2-1     | 2-1     | 1-0     | 0-4     | 2-0     | –––– \| |

## Spareggi

### Play-off UEFA Europa Conference League
Le quattro squadre meglio piazzate in Campionato che non sono già qualificate per le coppe europee giocano per un posto al secondo turno di qualificazione della UEFA Europa Conference League 2023-2024.

#### Tabellone
|  | Semifinali | Semifinali       | Semifinali | Semifinali | Semifinali |  |  | Finale | Finale           | Finale | Finale | Finale |  |
|  |            |                  |            |            |            |  |  |        |                  |        |        |        |  |
|  | 8          | Heerenveen       | 1          | 0          | 1          |  |  |        |                  |        |        |        |  |
|  | 5          | Twente           | 2          | 4          | 6          |  |  | 5      | Twente           | 1      | 1      | 2      |  |
|  | 7          | Utrecht          | 1          | 1          | 2 (4)      |  |  | 6      | Sparta Rotterdam | 1      | 0      | 1      |  |
|  | 6          | Sparta Rotterdam | 2          | 0          | 2 (5)      |  |  |        |                  |        |        |        |  |

#### Semifinali
| Heerenveen       | 1 - 2           | Twente           | Heerenveen, 1 giugno 2023 |  |  |  |  |
| Twente           | 4 - 0           | Heerenveen       | Enschede, 4 giugno 2023   |  |  |  |  |
|                  |                 |                  |                           |  |  |  |  |
| Utrecht          | 1 - 2           | Sparta Rotterdam | Utrecht, 1 giugno 2023    |  |  |  |  |
| Sparta Rotterdam | 0 - 1 (5-4 dtr) | Utrecht          | Rotterdam, 4 giugno 2023  |  |  |  |  |
|                  |                 |                  |                           |  |  |  |  |

#### Finale
| Sparta Rotterdam | 1 - 1 | Twente           | Rotterdam, 8 giugno 2023 |  |  |  |  |
| Twente           | 1 - 0 | Sparta Rotterdam | Enschede, 11 giugno 2023 |  |  |  |  |
|                  |       |                  |                          |  |  |  |  |

### Play-off salvezza/promozione
La 16ª classificata in campionato più sei squadre dell'Eerste Divisie 2022-2023 si giocano un posto nell'Eredivisie 2023-2024. Le perdenti parteciperanno invece all'Eerste Divisie 2023-2024. La 16ª classificata in campionato accede direttamente alle semifinali dove incontrerà una delle 3 vincintrici del primo turno.

#### Primo turno
| Squadra 1                       | Totale | Squadra 2   | Andata | Ritorno     |
| ------------------------------- | ------ | ----------- | ------ | ----------- |
| 22 maggio 2023 / 26 maggio 2023 |        |             |        |             |
| Eindhoven                       | 2 - 3  | Almere City | 1 - 0  | 1 - 3 (dts) |
| 23 maggio 2023 / 27 maggio 2023 |        |             |        |             |
| VVV-Venlo                       | 5 - 4  | Willem II   | 3 - 2  | 2 - 2 (dts) |
| NAC Breda                       | 5 - 1  | MVV         | 1 - 0  | 4 - 1       |

#### Semifinale
| Squadra 1                      | Totale          | Squadra 2   | Andata | Ritorno |
| ------------------------------ | --------------- | ----------- | ------ | ------- |
| 30 maggio 2023 / 3 giugno 2023 |                 |             |        |         |
| VVV-Venlo                      | 2 - 2 (2-4 dtr) | Almere City | 1 - 1  | 1 - 1   |
| 31 maggio 2023 / 3 giugno 2023 |                 |             |        |         |
| NAC Breda                      | 1 - 4           | Emmen       | 1 - 2  | 0 - 2   |

#### Finale
| Squadra 1                      | Totale | Squadra 2 | Andata | Ritorno |
| ------------------------------ | ------ | --------- | ------ | ------- |
| 6 giugno 2023 / 11 giugno 2023 |        |           |        |         |
| Almere City                    | 4 - 1  | Emmen     | 2 – 0  | 2 – 1   |

## Statistiche

### Squadre

#### Capoliste solitarie
|    | —— | ——   | ——   | ——   | ——   | —— | —— | —— | ——   | ——   | ——   | ——  | ——        | ——        | ——        | ——        | ——        | ——        | ——        | ——        | ——        | ——        | ——        | ——        | ——        | ——        | ——        | ——        | ——        | ——        | ——        | ——        | ——        | —— |  |
|    |    | Ajax | Ajax | Ajax | Ajax |    | AZ | AZ | Ajax | Ajax | Ajax | PSV | Feyenoord | Feyenoord | Feyenoord | Feyenoord | Feyenoord | Feyenoord | Feyenoord | Feyenoord | Feyenoord | Feyenoord | Feyenoord | Feyenoord | Feyenoord | Feyenoord | Feyenoord | Feyenoord | Feyenoord | Feyenoord | Feyenoord | Feyenoord | Feyenoord |    |  |
|    |    |      |      |      |      |    |    |    |      |      |      |     |           |           |           |           |           |           |           |           |           |           |           |           |           |           |           |           |           |           |           |           |           |    |  |
|    |    |      |      |      |      |    |    |    |      |      |      |     |           |           |           |           |           |           |           |           |           |           |           |           |           |           |           |           |           |           |           |           |           |    |  |
| 1ª | 2ª | 3ª   | 4ª   | 5ª   | 6ª   | 7ª | 8ª | 9ª | 10ª  | 11ª  | 12ª  | 13ª | 14ª       | 15ª       | 16ª       | 17ª       | 18ª       | 19ª       | 20ª       | 21ª       | 22ª       | 23ª       | 24ª       | 25ª       | 26ª       | 27ª       | 28ª       | 29ª       | 30ª       | 31ª       | 32ª       | 33ª       | 34ª       |    |  |

- Tra la quarta e la quinta giornata si sono disputati tre recuperi infrasettimanali valevoli per la terza giornata, che hanno visto il PSV recuperare la posizione di testa in concomitanza con l'Ajax, salvo poi perderla nuovamente a partire dalla giornata successiva. Il primato solitario dell'Ajax tra la quarta e la quinta giornata è stato pertanto brevemente interrotto

### Individuali

#### Classifica marcatori finale
| Gol |  |  | Giocatore            | Squadra          |
| --- |  |  | -------------------- | ---------------- |
| 19  |  |  | Tasos Douvikas       | Utrecht          |
| 19  |  |  | Xavi Simons          | PSV              |
| 16  |  |  | Sydney van Hooijdonk | Heerenveen       |
| 15  |  |  | Santiago Giménez     | Feyenoord        |
| 14  |  |  | Luuk de Jong         | PSV              |
| 13  |  |  | Brian Brobbey        | Ajax             |
| 13  |  |  | Václav Černý         | Twente           |
| 12  |  |  | Vangelis Pavlidis    | AZ Alkmaar       |
| 12  |  |  | Michiel Kramer       | RKC Waalwijk     |
| 12  |  |  | Ricardo Pepi         | Groningen        |
| 12  |  |  | Steven Bergwijn      | Ajax             |
| 12  |  |  | Tobias Lauritsen     | Sparta Rotterdam |
| 11  |  |  | Mohammed Kudus       | Ajax             |
| 11  |  |  | Dušan Tadić          | Ajax             |
| 11  |  |  | Vito van Crooij      | Sparta Rotterdam |
| 11  |  |  | Ole Romeny           | Emmen            |
| 10  |  |  | Danilo               | Feyenoord        |
| 10  |  |  | Landry Dimata        | NEC              |